# Rambo III
Rambo III is een Amerikaanse actiefilm uit 1988. De film gaat over Vietnamveteraan Rambo (Sylvester Stallone), die naar Afghanistan afreist om zijn goede vriend kolonel Trautman (Richard Crenna) te redden, die daar door Russische communisten gevangen wordt gehouden.

## Verhaal
John Rambo (Stallone) moet opnieuw in actie komen als zijn commandant en goede vriend kolonel Trautman (Crenna) gevangen wordt genomen door de Russen in Afghanistan, terwijl hij daar met een karavaan op weg was om Stinger-raketten te leveren is aan de Afghaanse rebellen. Aangekomen in Afghanistan, trekt Rambo met zijn gids Moussa door de droge Afghaanse woestijn heen om bij het belegerde fort van de sadistische Russen te komen. Onderweg komt hij bij een kamp waar inheemse burgers van Afghanistan zich ophouden. Die willen eerst groeperen om dan de strijd aan te gaan met de Russen. Rambo wil hier echter niet op wachten en vraagt twee vrijwilligers om hem te begeleiden. Na twee reddingspogingen weet Rambo zijn commandant te bevrijden en weten ze door middel van een helikopter met wat medegevangenen te ontsnappen. De helikopter stort echter neer en de mannen moeten te voet verder, waarna de achtervolging wordt ingezet door de Russen. Rambo doet er alles aan om die van zich af te schudden. Aan het einde van de film, draagt Sylvester Stallone de film op aan "het dappere volk van Afghanistan" dat zich toentertijd  verweerde tegen de Russen.

## Rolverdeling
| Acteur             | Personage                   |
| ------------------ | --------------------------- |
| Sylvester Stallone | John Rambo                  |
| Richard Crenna     | Col. Samuel Trautman        |
| Kurtwood Smith     | Robert Griggs, veldofficier |
| Sasson Gabay       | Moussa                      |
| Spiros Focas       | Masoud                      |
| Doudi Shoua        | Hamid                       |
| Randy Raney        | Kourov                      |
| Yosef Shiloach     | Khalid                      |